# Helene Ignatzi
Helene Ignatzi (* Juni oder Juli 1960) ist eine deutsche Sozialwissenschaftlerin, Professorin und Vizepräsidentin der Evangelischen Hochschule Nürnberg.

## Leben und Wirken
Helene Ignatzi war zwischen 1979 und 1981 kaufmännische Angestellte bei der Woiwodschaftlichen Lebensmittelgenossenschaft „Społem“ in Kędzierzyn-Koźle, Polen, wo sie 1979 auch ihre Fachhochschulreife am Fach-Lyzeum „Schlesische Aufständische“ erwarb. Nach ihrer Ausbildung zur Datenverarbeitungskauffrau im Jahre 1986 am Lehrinstitut Marose GmbH in Bochum arbeitete sie für vier Jahre als Buchhalterin bei der Firma Dynamic Video Vertriebs GmbH in Bochum. Anschließend übernahm sie 1990 eine Stelle als Psychosoziale Fachkraft in der Alten- und Migrationsarbeit beim Deutschen Roten Kreuz, Kreisverband Bochum e. V., die sie bis 2012 ausübte.
Während 1996 und 1999 studierte Ignatzi Soziale Arbeit an der Evangelischen Fachhochschule Rheinland-Westfalen-Lippe in Bochum und erhielt ihren Abschluss als staatlich anerkannte Diplom-Sozialarbeiterin. Sie bildete sich zwischen 2006 und 2009 berufsbegleitend im Bereich Soziale Gerontologie an der Technischen Universität Dortmund weiter und bekam den Titel als Diplom-Sozialgerontologin. Ihre Promotion absolvierte Ignatzi zwischen 2010 und 2014 im Bereich Soziologie am Lehrstuhl für Soziale Gerontologie der Technischen Universität Dortmund mit dem Thema „Häusliche Altenpflege zwischen Legalität und Illegalität – dargestellt am Beispiel polnischer Arbeitskräfte in deutschen Privathaushalten“. Ihr Doktorvater war  Gerhard Naegele.
Ignatzi begann 2008 als Hochschullehrerin an der Evangelischen Fachhochschule Rheinland-Westfalen-Lippe zu arbeiten. Hier war sie bis 2019 als Lehrbeauftragte und bis 2015 als Lehrkraft für besondere Aufgaben mit dem Schwerpunkt Altenarbeit tätig. Außerdem war sie dort zwischen März und August 2015 Professorenvertreterin für das Fachgebiet Theorie und Praxis der Sozialen Arbeit.
Am 1. Oktober 2018 übernahm sie die Stelle als Vizepräsidentin der Evangelischen Hochschule Nürnberg, wo sie bereits seit 1. Oktober 2015 als Professorin für Handlungslehre und Methoden der Sozialen Arbeit tätig sowie für Internationales und Diversity zuständig ist.
Seit 2019 ist Ignatzi ehrenamtliche Sprecherin der Fachgruppe „Soziale Arbeit in Kontexten des Alter(n)s“ der Deutschen Gesellschaft für Soziale Arbeit (DGSA). Gleichzeitig arbeitet sie seit 2009 als Lehrbeauftragte an der Dualen Hochschule Baden-Württemberg (DHBW) in Heidenheim.
Die Schwerpunkte ihrer Forschung sind vor allem Soziale Gerontologie und Soziale Arbeit im aktuellen Kontext in Deutschland. Im Oktober 2022 gestaltete sie als Vertreterin der Evangelischen Hochschule Nürnberg zusammen mit Kollegen und anderen Fachhochschulen und Universitäten in Deutschland die hochschulübergreifende Online-Ringvorlesung „Aktuelle Herausforderungen der Sozialen Arbeit in den Kontexten des Alter(n)s“ mit. Die Ringvorlesung „ermöglicht Studierenden der Sozialen Arbeit einen interdisziplinären Einblick, wie sich die Soziale Arbeit in den Kontexten des Alter(n)s einbringen kann. Zugleich soll eine kritische Reflexion der gesellschaftlichen Rahmenbedingungen, Herausforderungen und Ambivalenzen angeregt werden“.

## Publikationen (Auswahl)
- mit Ch. Bleck, E. M. Löffler und H. Rüßler: DGSA-Fachgruppe Soziale Arbeit in Kontexten des Alter(n)s (2003): Soziale Arbeit in Kontexten des Alter(n)s. Eine Positionierung zu fachlicher Verortung und Sichtbarkeit nach außen. In: Forum sozialearbeit + gesundheit. Band 28, Nr. 1, 2003, S. 34–37.
- Entwicklung und Wirkung von Alter(n)sbildern und deren wissenschaftliche Erforschung. In: Christian Bleck, Anne van Rießen (Hrsg.): Soziale Arbeit mit alten Menschen. Ein Studienbuch zu Hintergründen, Theorien, Prinzipien und Methoden. Springer VS, Wiesbaden 2022, S. 187–205.
- Osteuropäische 24-Stunden-Betreuerinnen – Gestalterinnen ihrer eigenen Lebenslage. In: B. Städtler-Mach, H. Ignatzi (Hrsg.): Grauer Markt Pflege. 24-Stunden-Unterstützung durch osteuropäische Betreuungskräfte. Vandenhoeck & Ruprecht, Göttingen 2022, S. 79–92.
- mit S. Kühnert: Soziale Gerontologie. Grundlagen und Anwendungsfelder. (= Grundwissen Soziale Arbeit. Band 31). W. Kohlhammer, Stuttgart 2019.
- H. Ignatzi: Diakonische Angebotsentwicklung – Gemeinsame Konzepte und Methoden im Umgang mit Demenz in der Alten- und Behindertenhilfe. Forschung, Entwicklung, Transfer. In: Nürnberger Hochschulschriften. Nr. 34, Evangelische Hochschule Nürnberg, 2019. doi:10.17883/fet-schriften034.
- mit S. Gerling: Wohnen und Leben im Alter – mit und ohne Behinderung. In: Th. Degener, K. Eberl, S. Graumann, O. Maas, G. K. Schäfer (Hrsg.): Menschenrecht Inklusion. 10 Jahre UN-Behindertenrechtskonvention. Bestandsaufnahme und Perspektiven zur Umsetzung in sozialen Diensten und diakonischen Handlungsfeldern (= Neukirchener Theologie). Vandenhoeck & Ruprecht, 2016, S. 260–286.
- Häusliche Altenpflege zwischen Legalität und Illegalität. Dargestellt am Beispiel polnischer Arbeitskräfte in deutschen Privathaushalten. In: Soziologie. Band 85. LIT Verlag. Dr. W. Hopf Berlin, 2014.
- Polnische Pflegekräfte in deutschen Privathaushalten – Motive, Kompetenzen, Aufgabenspektrum. In: V. Kalitzkus, S. Wilm (Hrsg.): Familienmedizin in der hausärztlichen Versorgung der Zukunft. dup düsseldorf university press, Düsseldorf 2013, S. 215–236.

## Mitgliedschaften
- Bei der Evangelischen Aktionsgemeinschaft für Familienfragen in Bayern e.V (EAF Bayern)
- Im Kuratorium der Zukunftsstiftung Ehrenamt Bayern
- Bei der Steuerungsgruppe „Hochschulkooperation Ehrenamt“
- Bei ArbeiterKind.de.
- Gründungsmitglied und Leitung des Forschungsnetzwerks „Osteuropäische Betreuungskräfte“ der Evangelischen Hochschule Nürnberg (EVHN)
- Gründungsmitglied und Sprecherin der Fachgruppe „Soziale Arbeit in Kontexten des Alter(n)s“ bei der Deutschen Gesellschaft für Soziale Arbeit (DGSA).